# Německá lidová strana (Rakousko)
Německá lidová strana, též němečtí lidovci nebo němečtí nacionálové (německy Deutsche Volkspartei), byla nacionálně orientovaná politická strana, působící od 90. let 19. století mezi německou populací Rakouska-Uherska, včetně českých zemí.

## Historie a program
Vznikla roku 1895 z dřívější Německé nacionální strany. Navazovala na německé národní hnutí a na takzvaný Linecký program z roku 1882 (programový manifest německo-nacionálního hnutí přijatý pod heslem „Ani liberální, ani klerikální, ale nacionální“). Měla blízko k protikatolickému hnutí Los von Rom. Snažila se oslovit národnostně radikálnější a sociálně reformní vrstvy německého obyvatelstva.
Německá lidová strana se výrazně angažovala v bouřlivých německých demonstracích v roce 1897 proti tzv. Badeniho jazykovým nařízením. Silné pozice si získala v českých zemích. Mezi její hlavní postavy patřil v českých zemích Ernst Bareuther, Karl Schücker, Franz Kindermann nebo moravský Karl Chiari. Na konci 19. století do jejích řad patřil i vídeňský radikál Georg von Schönerer, který se ale po roce 1900 odtrhl a se svými stoupenci ustavil tzv. Všeněmecké sjednocení jako ještě militantněji nacionalistický subjekt. Dalšími výraznými představiteli strany byl Heinrich Prade (počátkem 20. století ministr předlitavské vlády), v Korutanech to byl Josef Wolfgang Dobernig, ve Štýrsku Julius Derschatta von Standhalt.
Po vzniku Československa na dědictví Německé lidové strany navázala Německá nacionální strana.

## Volební výsledky

### Říšská rada
| Volby | Hlasy   | Hlasy | Mandáty | Mandáty | Pozice |
| Volby | Abs.    | %     | Abs.    | ±       | Pozice |
| ----- | ------- | ----- | ------- | ------- | ------ |
| 1897  | 48,000  | 4.5   | 31/425  |         | 5.     |
| 1901  | 70,540  | 6.6   | 51/425  | ▲20     | ▲2.    |
| 1907  | 131,474 | 2.9   | 32/516  | ▼19     | ▼3.    |
| 1911  | 71,882  | 1.6   | 21/516  | ▼11     | ▼10.   |

Ve volbách do Říšské rady roku 1897 se stala s 31 poslanci pátým nejpočetnějším klubem na Říšské radě. Ve volbách do Říšské rady roku 1901 získala 51 mandátů a byla již druhým nejpočetnějším klubem. Po volbách do Říšské rady roku 1907 (konaných podle nového volebního systému) docílila 32 poslaneckých křesel z celkových více než 230 získaných německými stranami. Později se roztříštěné německé nacionální formace spojily a na Říšské radě utvořily Deutscher Nationalverband (Německý národní svaz).

### Parlament Rakouska
| Volby | Hlasy  | Hlasy | Mandáty | Mandáty | Pozice |
| Volby | Abs.   | %     | Abs.    | ±       | Pozice |
| ----- | ------ | ----- | ------- | ------- | ------ |
| 1919  | 59,919 | 2.0   | 2/170   | ▲2      | ▲8.    |

### Český zemský sněm
| Volby | Hlasy  | Hlasy | Mandáty | Mandáty | Pozice |
| Volby | Abs.   | %     | Abs.    | ±       | Pozice |
| ----- | ------ | ----- | ------- | ------- | ------ |
| 1895  | 9 631  | 11.1  | 13/242  | ▲9      | ▲5.    |
| 1901  | 13 047 | 5.4   | 14/242  | ▲1      | ▼7.    |
| 1908  | 10 656 | 2.6   | 8/242   | ▼6      | ▼8.    |

Stabilní pozice obsazovala na Českém zemském sněmu. zemské volby v Čechách roku 1895 jí přinesly 11 mandátů (dominantní německá pokroková strana jich měla 55). Zemské volby v Čechách roku 1901 pak znamenaly jistý ústup, když získala sice 14 mandátů, ale zaostala za pokrokovou stranou i za všeněmci. V zemských volbách v Čechách roku 1908 obdržela jen 8 křesel a předehnali ji i němečtí agrárníci.